# Bronzejat

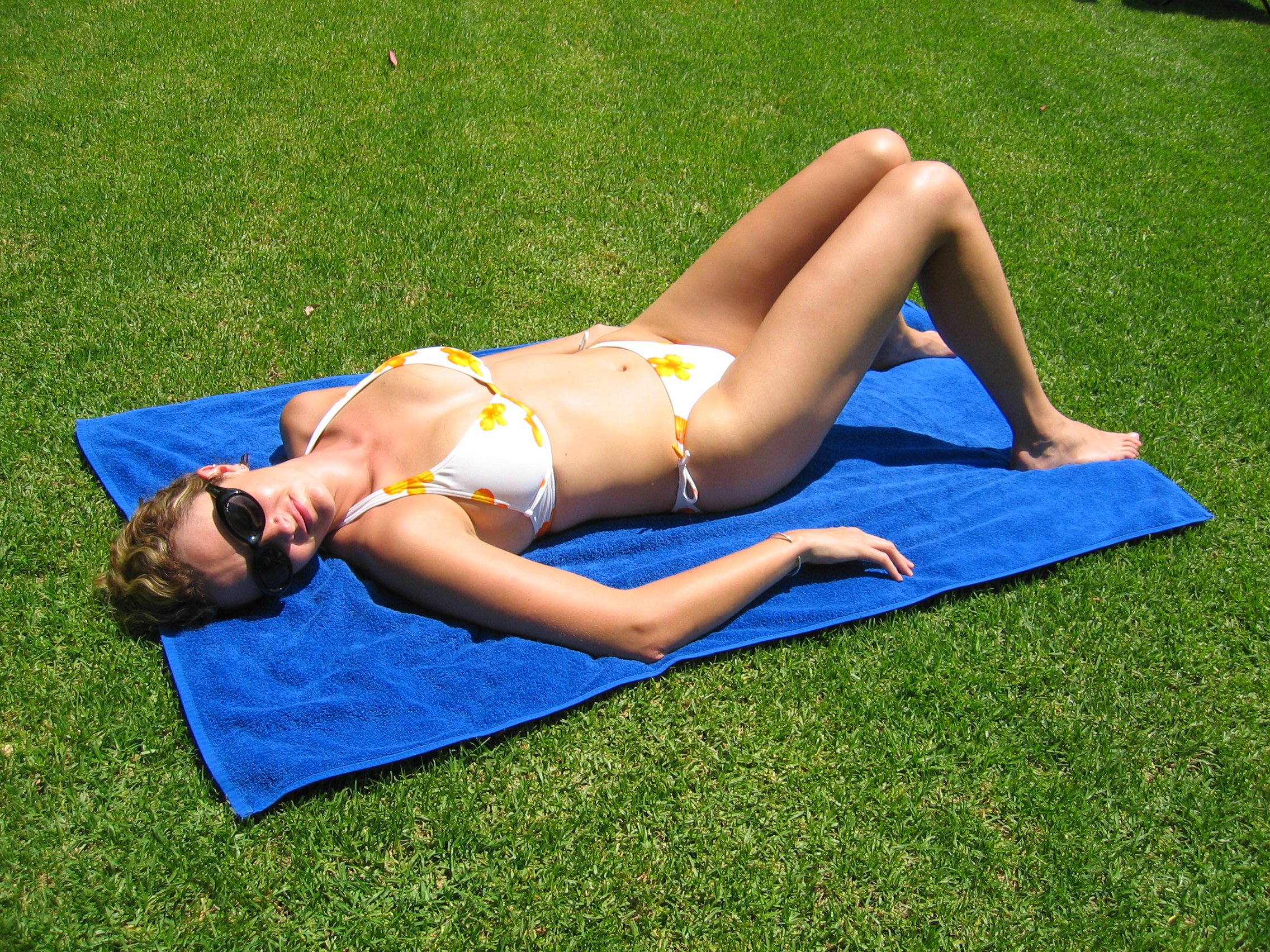
Dona prenent el sol.

El  bronzejat  és l'enfosquiment natural de la pell estimulat per l'exposició a la radiació ultraviolada de la llum solar (o d'altres fonts artificials com pot ser un solàrium).

## Història
Els anys 1940 a Europa, i després als Estats Units, es va posar de moda la pell bronzejada, que indicava un estatus social tal que mostrava que la persona es podia permetre vacances. Fins abans era just al contrari, la pell blanca es considerava més elegant perquè volia dir que la persona no havia d'estar exposada al sol per a treballar. Actualment es venen tant tractaments i productes de bellesa per a enfosquir la pell, als països on predominen les pells clares (per exemple a Europa), com altres tractaments i cosmètics perquè no es bronzegi i per mirar d'aclarir-la, allà on les pells solen ser més fosques (com ara l'Índia i alguns llocs a Àfrica). Prendre el sol en excés provoca cremades solars, taques a la pell i a llarg termini pot ser una causa de càncer cutani.

## Causes i efectes
L'enfosquiment de la pell és causat per un increment d'un pigment corporal denominat melanina, que es troba a les cèl·lules de l'epidermis i se sintetitza amb l'exposició d'aquesta davant la radiació de la llum ultraviolada existent en l'espectre lluminós de la llum solar. La melanina es produeix específicament per les cèl·lules anomenades melanòcits i té com a missió protegir el cos d'excessos en la radiació solar, que podria arribar a ser perjudicial per a la salut. L'enfosquiment de la pell torna a ser del color del bronze, d'aquí el seu nom. Depenent de la genètica de les persones es pot arribar l'enfosquiment amb més o menys progressivitat.
Les freqüències de la llum solar encarregades d'excitar la síntesi de melanina es solen dividir en dues rangs UVA (rang entre els 315 i els 400 nm de longitud d'ona) i UVB (de 280-315 nm de longitud d'ona). Les ones del rang UVB tenen major energia que les procedents del rang UVA i per això són més perjudicials per a la pell.

## Beneficis per a la salut
Un dels principals usos dels banys solars és l'ajuda a l'organisme per a la síntesi de la vitamina D, però recordant que aquesta es comporta més com una hormona (de creixement) que pròpiament com una vitamina.
L'exposició al Sol entre 5 i 10 minuts de braços i mans, durant dues o tres vegades a la setmana, i una lleu ingesta de suplements vitamínics en la dieta és suficient per mantenir equilibrada d'una forma raonable la demanda de vitamina D en l'organisme.
Les vitamines D2 i D3 es troben de manera natural en alguns aliments, encara que sempre aportant quantitats limitades, i molt més gran l'aportació produïda per la pell per l'exposició a raigs ultraviolats de tipus B (UVB). És bàsica per al creixement, l'ossificació i les defenses de l'organisme sent ingerida en petites dosis a amb els aliments, però sent el principal mecanisme la sintetització de la vitamina-hormona D a la pell a partir del Sol
Com a exemple:
- Oli de fetge de bacallà (1 cullerada): 1.360 UI D3
- Tonyina cuinat, sardines, arengades i salmó (85-100 g): 200-360 UI D3
- Bolets shiitake: 100 UI D3 (fresques, 100 g), 1.600 UI D3 (secs, 100 g)
- Rovell d'ou: 20 UI D3, D2
- Productes lactis enriquits, suc de taronja o cereals (una ració): 60-100 UI D3, D2
- Exposició solar corporal a UVB (15 a 20 minuts al migdia, a l'estiu, una persona de pell clara): 10.000 UI D3

## Necessitats de vitamina D
El nivell corporal de vitamina D s'estima a partir de la concentració sèrica de 25D. Concentracions de 30-40 nanograms per ml de sang són suficients per a la salut òssia, amb majors beneficis a concentracions més elevades. Concentracions inferiors a 30 posen en perill la salut, així com nivells superiors a 150 (nivells excessius de calci en sang i teixits poden resultar tòxics).
Per sobre de 150 ng-Tòxic/30-60 ng-òptim/20-29 ng-Suficient/9-19 ng - Carència (raquitisme, major risc de càncer, errors en les respostes antimicrobianes)

## Precaucions
La gent de pell clara pot acabar amb cremades de pell, de manera que està recomanat utilitzar cremes de protecció solar i evitar les hores en què la llum solar és més intensa, entre les 11 i les 15.
El temps màxim de bronzejat recomanable entre aquestes hores sense protecció és de 45 minuts.
L'excés d'exposició al sol o llits solars pot arribar a causar càncer de pell.